# Rob Disseldorp
Rob Disseldorp (Rijpwetering, 11 maart 1985) is een Nederlands wielrenner. Disseldorp was vooral actief in het Nederlandse kermiskoerscircuit, waar hij in totaal 58 overwinningen boekte.